# Dance (Alexandra Stan)
Dance è un singolo prodotto da Alexandra Stan, pubblicato il 16 luglio 2014 da Roton Music, ed è il terzo singolo dall'album Unlocked. Brano che si avvicina molto allo stile della cantante richiamando il genere dance ed house, appartenente al suo primo album Saxobeats.

## Video musicale
Il video è pubblicato il 16 luglio 2014 in Romania e nel resto del mondo il 29 luglio seguente. Il video ritrae la cantante con alcuni ballerini dentro ad una sala da ballo che si muovono a ritmo di musica.

## Tracce
Digital Download
1. Dance - 3:30

## Classifiche
| Classifica (2014) | Posizione massima |
| ----------------- | ----------------- |
| Austria           | 70                |
| Giappone          | 25                |

## Date di pubblicazione
| Paese   | Data           |
| ------- | -------------- |
| Romania | 16 luglio 2014 |
| Mondo   | 29 luglio 2014 |